# 因诺肯季·斯莫克图诺夫斯基
因諾肯季·米哈伊洛維奇·斯莫克圖諾夫斯基（羅馬化：Innokentiy Mikhailovich Smoktunovsky；1925年3月28日—1994年8月3日），俄羅斯男電影演員，被譽為「蘇聯男演員之王」，1974年被授予「蘇聯人民藝術家」頭銜，1990年被授予「社會主義勞動英雄」頭銜。代表角色有：《哈姆雷特》的哈姆雷特王子。

## 傳記
因諾肯季·斯莫克圖諾夫斯基生於俄羅斯托木斯克州，在第二次世界大戰參與蘇聯紅軍。1946年，到克拉斯諾亞爾斯克參與劇場演出，其後再到莫斯科。1964年，在執導的電影《哈姆雷特》（改編自莎士比亞同名戲劇）飾演主角哈姆雷特王子，榮獲列寧獎，在1948年主演同名改編電影的英國著名演員羅蘭士·奧利花亦稱讚他。1966年，在埃利達爾·梁贊諾夫執導的犯罪喜劇電影《小心汽車》飾演從事保險的主角Yuri Detochkin，顯出其喜劇天份，1966年签署反对为斯大林平反的《25人公开信》。

## 外部連結
- 因諾肯季·斯莫克圖諾夫斯基在互联网电影资料库（IMDb）上的資料（英文）